# Bombay Mail
Pour plus de détails, voir Fiche technique et Distribution.
Bombay Mail est un film américain réalisé par Edwin L. Marin, sorti en 1934.
Écrit par Tom Reed d'après le roman éponyme de Lawrence G. Blochman, ce film dramatique met en vedette les acteurs Edmund Lowe, Ralph Forbes, Shirley Grey, Hedda Hopper, Onslow Stevens et Jameson Thomas. Le film est produit et distribué par Universal Pictures,,.

## Synopsis
Dans les Inde Britanniques, un inspecteur de la police enquête sur un meurtre ayant eu lieu dans un train reliant Calcutta à Bombay.

## Fiche technique
- Titre original : Bombay Mail
- Réalisation : Edwin L. Marin
- Scénario : Tom Reed d'après un roman de Lawrence G. Blochman
- Société de production : Universal Pictures
- Musique : Heinz Roemheld
- Photographie : Charles J. Stumar
- Pays de production : États-Unis
- Distribution : Universal Pictures
- Langue : Anglais
- Format : Noir et blanc — Couleur (Technicolor) — 35 mm — 1,37:1 — Son : Mono
- Genre : Film dramatique, Film policier, Thriller
- Durée : 66 ou 68 minutes
- Date de sortie :
  - États-Unis : 6 janvier 1934

## Distribution
- Edmund Lowe : l'inspecteur Dyke
- Ralph Forbes : William Luke-Patson
- Shirley Grey : Beatrice Jones alias Sonia Smeganoff
- Hedda Hopper : Lady Daniels
- Onslow Stevens : John Hawley
- Jameson Thomas : le Capitaine Gerald Worthing
- Ferdinand Gottschalk : le Gouverneur Sir Anthony Daniels
- Tom Moore : le chirurgien civil
- John Wray : Giovanni Martini
- Garry Owen : Cuthbert Neal
- John Davidson : R. Xavier
- Georges Renavent : Dr. Maurice Lenoir
- Herbert Corthell (en) : Edward J. Breeze
- Brandon Hurst : Pundit Garnath Chundra
- Walter Armitage (en) : le Maharajah de Zungore
- Huntley Gordon : le magistrat
- Douglas Gerrard : Anderson
- Harry Allen : Collins

## Accueil critique
Le quotidien The New York Times décrit le film comme dynamique et divertissant, « malgré son apparence fictionnelle ».